# Abhay Bhushan
Abhay Bhushan, né le 23 novembre 1944 à Allahabad, est un informaticien indien. Bhushan est un contributeur majeur au développement de l'architecture Internet TCP/IP ; il est l'auteur du FTP protocole de transfert de fichiers sur lequel il a commencé à travailler alors qu'il était étudiant au MIT et également des premières versions des normes de  courrier électronique . Il est  ancien président de la Indian Institute of Technology Kanpur Foundation (Fondation IIT-Kanpur). En 2023, Bhushan est intronisé au Temple de la renommée d'Internet.

## Biographie
Abhay Bhushan est né à Prayagraj dans l'Uttar Pradesh,. Il est diplômé de la première promotion (1960-1965) de l'Institut indien de technologie de Kanpur où il obtient un Bachelor en génie électrique. Par la suite, il étudie au Massachusetts Institute of Technology, où il obtient une maîtrise en génie électrique ainsi qu'un diplôme en gestion de la MIT Sloan School of Management. Au MIT, il rédige le désormais bien connue RFC 114 RFC 114 et travaille sur le développement des protocoles FTP et E-mail pour l'ARPANET puis l'Internet. En 1978, il devient directeur de l'Institut d'ingénierie et de technologie rurale d'Allahabad et également cadre supérieur en ingénierie et développement de Xerox, où il fonde et dirige le programme Xerox Environmental Leadership. Il est également cofondateur de YieldUP International et de Portola Communications, rachetée par Netscape en 1997. 

## Distinctions
En 2023, Abhay Bhushan est intronisé au Temple de la renommée d'Internet.